# Leptochilus innatus
Leptochilus innatus är en stekelart som beskrevs av Giordani Soika 1970. Leptochilus innatus ingår i släktet Leptochilus och familjen Eumenidae. Inga underarter finns listade i Catalogue of Life.